# Samoa National League 2011–12
Samoa National League 2011–12 là mùa giải thứ 22 trong lịch sử Samoa National League, giải đấu cao nhất của Liên đoàn Bóng đá Samoa. Đội giành chức vô địch là Kiwi FC với lần thứ 4, và cũng là lần thứ 2 liên tiếp.